# The House That Jack Built (2018)
The House That Jack Built ist ein Horror-Thriller von Lars von Trier, der am 14. Mai 2018 beim 71. Filmfestival von Cannes uraufgeführt wurde. Seine deutsche Premiere hatte der Film am 29. September 2018 beim Filmfest Hamburg. Der reguläre deutsche Kinostart erfolgte am 29. November 2018. Der Film erzählt die Geschichte des hochintelligenten Serienkillers Jack.

## Handlung
Der hochintelligente Jack verspürt das unbändige Verlangen, Menschen zu töten. Über zwölf Jahre hinweg ermordet er in den 1970er Jahren und Anfang der 1980er Jahre in den USA reihenweise Menschen. Der Serienmörder postuliert, dass „jeder Mord ein Kunstwerk“ sei. Aus dem Off tauscht sich Jack den gesamten Film über mit Vergil, der sich als Verge vorstellt, aus. Jack erzählt Verge von fünf zufällig ausgewählten Incidents (Vorfällen) aus jenen zwölf Jahren. Der erste ist die Ermordung einer Frau, deren Auto eine Autopanne hat. Jack erschlägt sie mit einem Wagenheber und bringt ihre Leiche in ein Kühlhaus, das er gekauft hat. Er erzählt Verge, dass er sehr viel geerbt und sich von diesem Geld unter anderem ein Stück Land gekauft hat. Dort will er sich ein Haus bauen, das er selbst entwirft. Jack lässt es jedoch immer wieder abreißen, da er nicht mit den Ergebnissen zufrieden ist.
Es folgen weitere Incidents. Diese sind die Ermordung einer alten Dame, deren Leiche er anschließend an einem Seil hinter seinem Wagen durch die Nacht über den Asphalt zieht, die Erschießung einer jungen Frau und ihrer beiden Söhne bei einem Picknickausflug, die Verstümmelung seiner Partnerin Jacqueline und zuletzt der Versuch, fünf entführte Männer mit nur einer einzigen Patrone zu töten. Bei diesem Versuch trifft er in seinem Kühlhaus auf den sich zum ersten Mal manifestierenden Verge, der behauptet, von Jack gerufen worden zu sein und ihn bereits die ganze Zeit über begleitet und beobachtet zu haben. Auf die Anregung Verges hin baut Jack im Kühlhaus aus einigen der gesammelten – wie er selbst sagt, über 60 – Leichen seiner Opfer ein Haus. 
Die Polizei kommt Jack letztlich auf die Spur und dringt in das Kühlhaus ein, woraufhin Jack mit Verge durch einen Schacht unter dem Leichenhaus in eine surreale Unterwelt flieht. Verge bringt Jack bei einer Führung durchs Totenreich zu einer zerstörten Brücke, die über einen Magmafluss führte, der unermesslich weit in die Tiefe stürzt. Dies ist laut Verge der tiefste Punkt der Hölle. Für Jack sei allerdings ein Platz an anderer Stelle, weiter oben reserviert. Jack will dagegen den Versuch wagen, den Rand der Höhle entlangzuklettern, um so auf die andere Seite der zerstörten Brücke zu gelangen, wo ein Pfad wieder „aus der Hölle, nach oben“ führe. Verge warnt ihn, dass dies noch niemand geschafft habe, lässt ihn jedoch gewähren und Jack stürzt bei dem Versuch in die Tiefe.

## Hintergrund
Der Filmtitel ist eine Anspielung auf das beliebte englische Kinderlied This is the House that Jack Built, das aus einzelnen Versen besteht, die aufeinander aufbauen und so eine Geschichte erzählen. Das Lied ist in zwölf unterschiedlich lange, immer umfangreicher werdende Versblöcke unterteilt, die zwölf verschiedene Begebenheiten erzählen. Im letzten Versblock heißt es in der gängigsten Version:

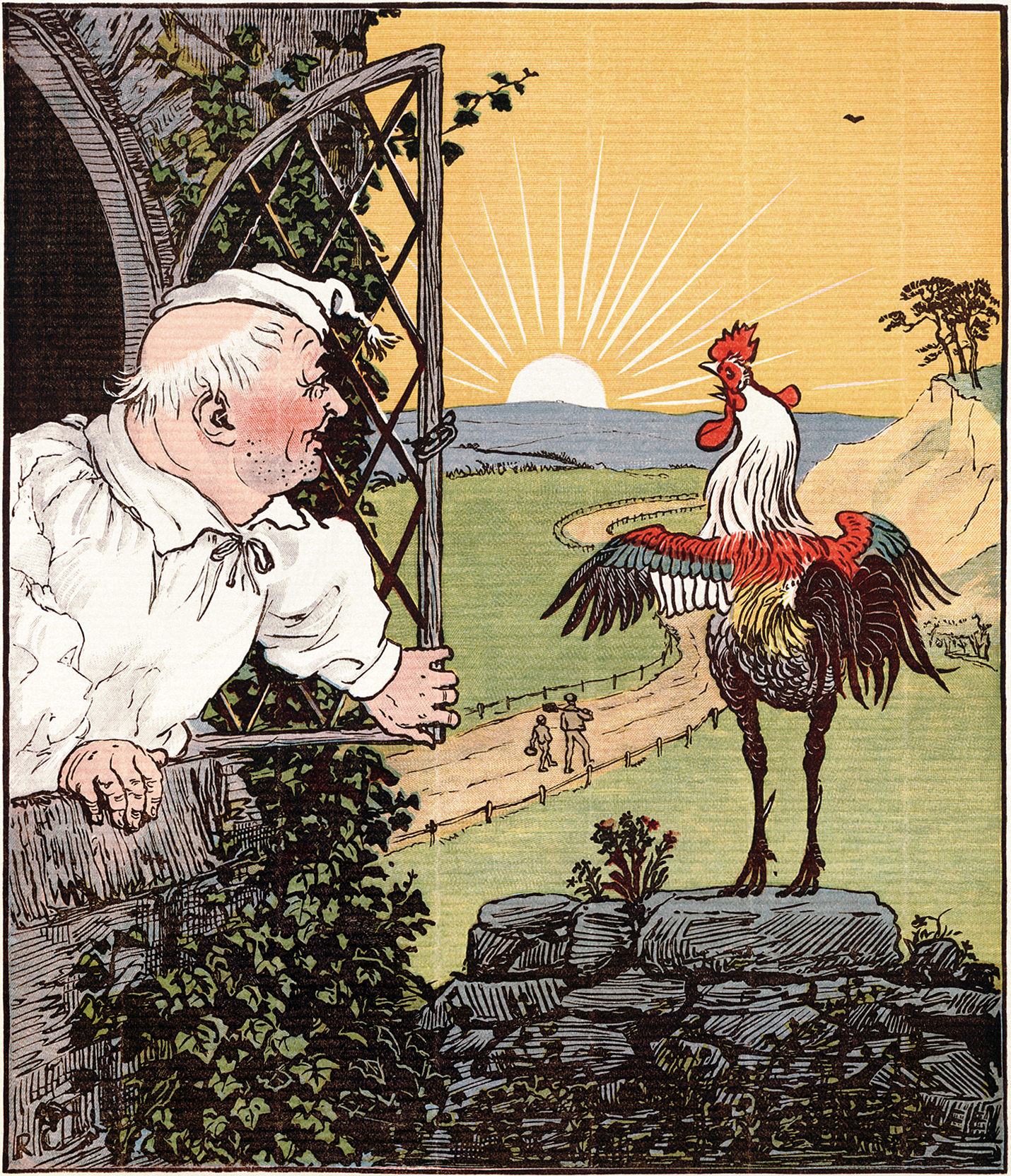
Eine Illustration aus dem Bilder- und Liederbuch This is the House that Jack Built von Randolph Caldecott aus dem Jahr 1887

| im englischen Original: | in der deutschen Übersetzung: |
| --- | --- |
| This is the horse and the hound and the horn That belonged to the farmer sowing his corn That kept the rooster that crowed in the morn That woke the judge all shaven and shorn That married the man all tattered and torn That kissed the maiden all forlorn That milked the cow with the crumpled horn That tossed the dog that worried the cat That killed the rat that ate the malt That lay in the house that Jack built. | Das ist das Pferd und der Hund und das Horn, das dem Bauern gehörte, der seinen Mais aussäte, der den Hahn hielt, der am Morgen krähte, der den rasierten und geschorenen Richter weckte, der den verlumpten und dreckigen Mann verheiratet hat, der das ganz verlassene Mädchen geküsst hat, das die Kuh mit den gekrümmten Hörnern gemolken hat, die den Hund geschüttelt hat, der die Katze geärgert hat, die die Ratte getötet hat, die das Malz gegessen hat, das in dem Haus lag, das Jack gebaut hat. |

Die sich selbst aufbauende Geschichte erzählt jedoch eigentlich nicht von Jacks Haus oder gar von Jack selbst, der dieses baute, sondern zeigt, wie dieses Haus indirekt mit anderen Personen und Dingen in Verbindung steht, so von dem verlumpten und dreckigen Mann, von dem ganz verlassenen Mädchen und von den Verbindungen zwischen diesen Personen und kleinen Ereignissen. Allerdings baut sich Jack sehr wohl ein ganz eigenes, anderes Haus, indem er die Körperteile der von ihm getöteten Menschen mit Drähten neu zusammenbaut und schließlich zu einem Haus aus toten Leibern verbindet, wie es am Ende des Films zu sehen ist. Dieses Haus, das sich Triers Jack baut, ist eine deutliche Referenz zum Maler Giuseppe Arcimboldo und dessen Gemälden vom Kopf des Herodes, wo das Gesamtbild ebenfalls aus den Körperteilen von Toten zusammengesetzt ist.
Auch in Lars von Triers Film hat die Zahl 12 eine spezifische Bedeutung, insofern sich die Geschichte, in der Jack mordet, über zwölf Jahre in den 1970er und zu Beginn der 1980er Jahre erstreckt. Eric Kohn von IndieWire erklärt, dass Jack im Film die Herausforderung von Verge annimmt und seinen Plan darlegt, „fünf zufällig ausgewählte Vorfälle über einen Zeitraum von zwölf Jahren“ zu beschreiben, die allesamt von grausamen Morden handeln. Über seine Verbrechen bringt er den Zuschauer auf den neuesten Stand. Er erzählt anhand von »Ereignissen« (»incidents«) nicht nur von seinen ersten Morden, sondern auch von seiner eigenen Biografie als Ingenieur. Jack wäre eigentlich lieber Architekt und versucht seit Jahren, sein eigenes Haus zu bauen, womit der Titel des Films direkt aufgegriffen wird.
Bereits vor dem Film erschienen Bücher, Lieder und Filme, die den Titel des Kinderliedes und teilweise auch dessen Inhalt aufgriffen, u. a. das Lied The House that Jack Built von Linda Evans aus dem Jahr 2001, ein gleichnamiger Song von Aretha Franklin (von 1968) und einer von Alan Price aus dem Jahr 1967; The House Jack Built von Metallica erschien 1996. Auch als Filmtitel findet sich der Ausdruck häufig.
Im Film erklingt u. a. Musik von David Bowie. Die positiv konnotierte Musik wird laut Filmeditorin Molly Stensgaard eng mit dem Protagonisten in Verbindung gebracht, um das Publikum zu manipulieren und es sich mit dem Serienmörder identifizieren zu lassen.
Der Film war inszenatorisch von Lars von Triers Bayreuth-Projekt inspiriert, Richard Wagners Ring des Nibelungen für die Festspiele zu inszenieren. Dies betrifft insbesondere von Triers Idee der „bereicherten Dunkelheit“, die das Ende des Films prägt und auch explizit im Drehbuch genannt ist.
Der Film enthält zahlreiche Allusionen, auch auf kanonische Werke der Literatur, der bildenden Kunst und des Films:
- Der architektonische Anspruch von Albert Speer wird in Originalaufnahmen eingeblendet.
- Der wechselnde Schattenwurf unter Straßenlaternen erinnert an das Liniengleichnis aus Platons Politeia.
- Das Gedicht The Lamb von William Blake mit dem Motiv von Lamm und Tiger wird mehrfach zitiert.
- Die metaphorischen Körperfiguren von William Blake werden mehrfach gezeigt.
- Gegen Schluss öffnet Jack den Eingang zur Unterwelt von Dantes Göttlicher Komödie und begegnet erstmals Verge alias Vergil.
- Jack und Verge stehen still auf der Dantebarke von Eugène Delacroix.
- Jack und Verge schauen auf die Elysischen Felder.
- Die Vollmantel-Patrone erinnert an Stanley Kubricks Full Metal Jacket und soll die Tötungsmechanismen der Nationalsozialisten nachahmen.

## Produktion

### Stab, Besetzung und Synchronisation
Regie führte Lars von Trier, der auch das Drehbuch (nach einer Story von Jenle Hallund) schrieb. IFC Films, die bereits Triers Film Antichrist aus dem Jahr 2009 veröffentlichten, erklärten im Rahmen der Internationalen Filmfestspiele in Cannes 2017, dass sie auch die Vertriebsrechte für den Film erworben haben.
Matt Dillon übernahm die Rolle von Jack. Bruno Ganz spielt den mysteriösen Verge in seiner Gedankenwelt.
Die deutsche Synchronisation entstand nach der Dialogregie von Pierre Peters-Arnolds im Auftrag der Christa Kistner Synchronproduktion GmbH, Berlin.

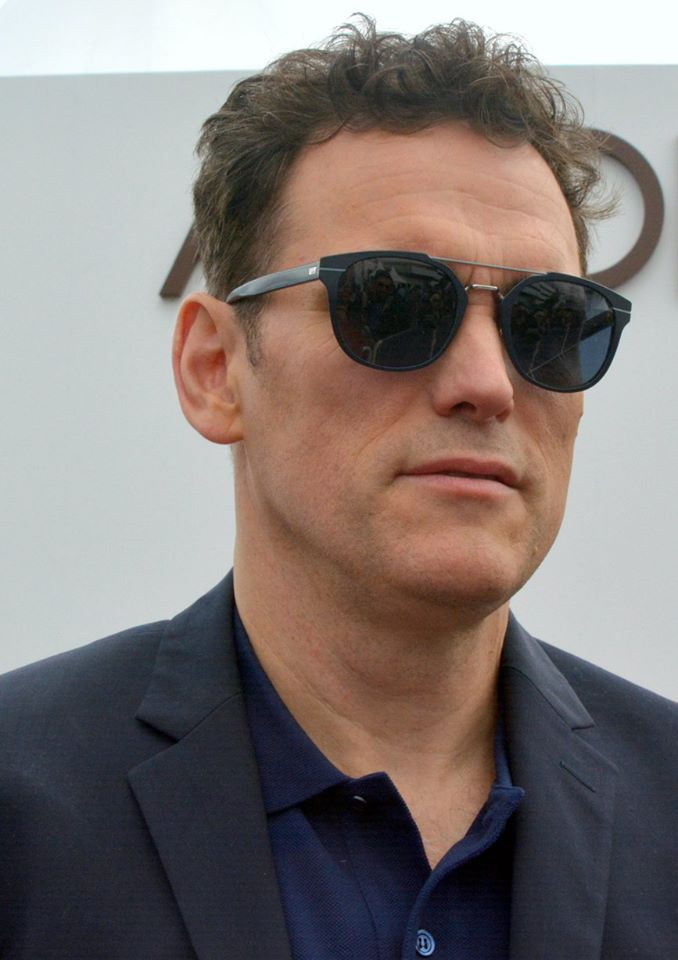
Matt Dillon bei der Premiere des Films im Rahmen der Filmfestspiele in Cannes im Mai 2018

| Darsteller           | Synchronsprecher      | Rolle   |
| -------------------- | --------------------- | ------- |
| Matt Dillon          | Charles Rettinghaus   | Jack    |
| Jeremy Davies        | Sven Gerhardt         | Al      |
| Ed Speleers          | Ricardo Richter       | Ed      |
| Cohen Day            | Yannik Freund         | George  |
| Mathias Hjelm        | Pierre Peters-Arnolds | Glenn   |
| Rocco Day            | Paul Kirchner         | Grumpy  |
| Uma Thurman          | Petra Barthel         | Lady #1 |
| Siobhan Fallon Hogan | Sabina Trooger        | Lady #2 |
| Sofie Gråbøl         | Anna Grisebach        | Lady #3 |
| Christian Arnold     | Jannik Endemann       | Mann #1 |
| Ji-tae Yu            | Timmo Niesner         | Mann #2 |
| Johannes Kuhnke      | Alexander Doering     | Mann #3 |
| Bruno Ganz           | Bruno Ganz            | Verge   |

### Dreharbeiten und Veröffentlichung
Die Dreharbeiten begannen im März 2017 in Schweden. Hier drehte man in der von Trier geschätzten und vertrauten Umgebung von Trollhättan und Bengtsfors. Weitere Aufnahmen entstanden in Dänemarks Hauptstadt Kopenhagen. Die Tierrechtsorganisation PETA hatte bestätigt, dass keinem Tier während der Dreharbeiten Schaden zugefügt wurde. Körperteile der im Film gezeigten, gequälten Ente wurden aus Silikon gefertigt.
Die Premiere von The House That Jack Built erfolgte am 14. Mai 2018 außer Konkurrenz beim 71. Filmfestival von Cannes, lief dort jedoch ohne den offiziellen Festivaltrailer, der den Filmen normalerweise vorgeschaltet ist. Damit ist von Trier erstmals seit dem Eklat um ihn bei den Filmfestspielen 2011 wieder mit einem Film beim Festival vertreten. Kurz vor der Premiere in Cannes wurde ein erster Trailer zum Film veröffentlicht. Im Juli und August 2018 wurde der Film beim polnischen Filmfestival Nowe Horyzonty gezeigt. Am 29. September 2018 lief er beim Filmfest Hamburg. Im Oktober 2018 wurde er beim Sitges Film Festival und beim Film Festival Cologne vorgestellt. Im Herbst 2018 erfolgte auch eine Vorstellung beim Zurich Film Festival.
Am 29. November 2018 kam der Film im Verleih von Concorde Classic in die deutschen Kinos. Die Rechte für die Vermarktung des Films in den USA liegen bei IFC Films. Dort existieren zwei verschiedene Fassungen. Am 28. November lief er in den USA für einen Tag in der ungekürzten Director’s-Cut-Version, die auch in Cannes gezeigt wurde, in den Kinos, bevor dann, ab dem 14. Dezember 2018, eine gekürzte R-Rated-Fassung sowohl in den Kinos als auch als digitales Video-on-Demand startete. Der Director’s Cut soll dann ebenfalls als VoD gegen Bezahlung erhältlich sein. Am 6. Juni 2019 erfolgte eine Veröffentlichung auf Blu-ray.
In Deutschland erhielt der Film von der FSK keine Jugendfreigabe. Johannes Hahn von Robots&Dragons erklärt hierzu, Gewalt werde im Film vielleicht nicht zelebriert, aber zumindest ins Grotesk-Absurde verzerrt: „Es hilft, sich klar zu machen, dass die gezeigten Dinge nur Spezialeffekte sind. Trotzdem: The House That Jack Built ist brutal. Sowohl physisch wie psychisch.“ Die Psychospielchen, die Jack mit zumindest einem Opfer treibt, könnten zwar Spannung erzeugen, aber gleichzeitig auch sensible Gemüter verletzen, so Hahn weiter. Markus Aicher von BR24 erklärt, für echte Splatterfans sei der Film zu brav, für klassische Arthouse-Kinogänger hingegen zu schockierend.

## Rezeption

### Kritiken
Insider, die Aufnahmen aus The House That Jack Built bereits vor seiner Premiere gesehen hatten, beschrieben Szenen extremer Brutalität und Gewalt und verglichen sie mit Lars von Triers umstrittenen Film Antichrist mit Charlotte Gainsbourg und Willem Dafoe. Bei der Premiere in Cannes im Mai 2018 hatten einige Gäste den Kinosaal vorzeitig verlassen, weil der Film ihnen anscheinend zu brutal war. Der Film rief auch deshalb Empörung hervor, weil in ihm Kinder ermordet werden; einige Zuschauer empfanden die entsprechenden Szenen als „unerträglich“ und „grausam“. Diese ersten Reaktionen hätten dem Film jedoch nicht völlig geschadet, so die Deutsche Welle, da das viele Gerede und Getwittere vor allem PR bringe, und viele Nutzer geschrieben hätten, dass sie durch die Berichterstattung über den Boykott im Saal neugierig geworden seien und den Film nun umso mehr sehen müssten. Auch Carmine Carpenito von blairwitch.de glaubt, dass von Triers Rechnung erneut vollends aufgegangen sein dürfte, da er Cannes vermutlich wieder einmal als das Gesprächsthema Nummer eins verlässt.
Insgesamt stieß der Film bei den Kritikern auf gemischte Resonanz.
Wenke Husmann (Zeit Online) meint, mit The House That Jack Built scheitere Lars von Trier daran, einen Killer zu verstehen. Sie vergleicht den Film mit einer Art Abstieg in Dantes Höllenschlund, dessen optische Umsetzung irgendwo zwischen Botticellis Mappa dell’Inferno und Peter Jacksons Der kleine Hobbit liege.
Simon Hadler (orf.at) erklärt, ähnlich wie Quentin Tarantino befreie sich von Trier selbst in seiner Rolle als Regisseur von jedem moralischen Anspruch: „Hier darf man lachen, wenn das Blut spritzt: Zuerst Angst, dann Lachen als Triebabfuhr – schon Sigmund Freud hatte den Humor so definiert. Das mag geschmacklos sein, aber darin eine Rechtfertigung für Gewalt in der Familie zu sehen, scheint weit hergeholt.“ Auch wenn man die exzessive Darstellung von ebensolcher Gewalt aus den verschiedensten Gründen ablehnen mag, müsse man von Trier dennoch zugestehen, dass er mit The House That Jack Built einen seiner besten Filme abgeliefert habe, so Hadler.
„Die Nazis und ihr Sinn für Ästhetik dürfen wohl nicht fehlen in einem Opus über die Schönheit des Mordens. Lars von Trier hat mit The House That Jack Built wieder einen Schocker inszeniert und langweilt – bis zum fulminanten Finale“, fasst Frédéric Jaeger seine Rezension im Online-Magazin critic.de zusammen. Weiter führt er aus: „The House That Jack Built ist ziemlich abgehoben, guckt herab und hat Spaß am Beobachten der Figuren, obwohl der Film stilistisch mit seiner Handkamera eine größere Nähe verspricht als er erzählerisch einlöst. Und doch gelingt es von Trier zwischendurch, erschreckende Albtraumbilder zu produzieren, die gerade durch ihre Beiläufigkeit dem Horror huldigen.“
Gänzlich konsterniert zeigt sich Tobias Kniebe in der Süddeutschen Zeitung: „The House That Jack Built enthält die zynischsten, grausamsten und gefühllosesten Szenen, die dieser Regisseur bislang gedreht hat, und an solchen war sein Werk schon bisher nicht arm. Das Ganze wirkt über weite Strecken wie eine Art Selbstversuch, ob vollkommene Gefühllosigkeit à la Breivik nicht vielleicht doch herstellbar sei, wenn schon nicht real, dann beim Inszenieren ausgedachter Grausamkeiten.“ Vielleicht sei der Film für von Trier auch so etwas wie eine private Überlebens- und Desensibilisierungsstrategie. „Am tiefsten Grund der Hölle, in die Jack nach dem Ende seiner Missetaten hinabfährt, geleitet von einem Führer namens Verge (Bruno Ganz), in dem man den römischen Dichter Vergil erkennen soll, Dantes Fährmann in der Göttlichen Komödie, wartet nämlich noch einmal ein besonderer Schlund. Er leuchtet rötlich aus tiefster Tiefe, er ist ungefähr so groß wie die Leere, die derzeit in Lars von Triers Seele klafft, und er ist absolut bodenlos.“
Wolfgang Höbel schrieb: „In The House That Jack Built offenbart Trier seine sadistischen, selbsthasserischen Obsessionen mit nie gekanntem Stolz. Der Film ist frivole Schockbeschwörung und manipulativer Schund. In den Gewaltszenen wendet sich die Kamera nie ab [...] Das ist oft ekelhaft, in seiner Litaneihaftigkeit ein bisschen öde und auf eine trostlose Weise sogar komisch.“

### Auszeichnungen
Filmfest Hamburg 2018
- Nominierung für den Hamburger Produzentenpreis für Europäische Kino-Koproduktionen
- Nominierung für den Art Cinema Award des internationalen Verbands der Filmkunsttheater[42][43]